# 単宇
単 宇（ぜん う、生没年不詳）は、明代の官僚・文学者。字は時泰、号は菊坡。本貫は撫州府臨川県。

## 生涯
1439年（正統4年）、進士に及第した。嵊県知県に任じられた。部下の胥吏の統制に厳しかった。恨みに思った胥吏に誣告され、逮捕されて獄に下された。無実とされ、諸曁知県に転じた。
のちに親が死去したため、単宇は辞職して喪に服した。喪が明けると、北京で選任を待った。1449年（正統14年）、土木の変で英宗がオイラトに連行されると、単宇は宦官の監軍のせいで諸将が進退を適切にできず、軍を失うにいたったことに憤った。単宇は宦官の監軍を全員罷免し、将軍の権限を尊重するよう求める上疏をおこなったが、景泰帝に聞き入れられなかった。
かつて英宗の下で政権を壟断した王振は、大興隆寺を修築し、多くの男女を出家させるなど、仏教を偏重していた。単宇は寺の堂宇の木石を撤去して軍営を建て、仏像仏具の銅鉄を兵器に改鋳し、僧尼を還俗させるよう上書した。侯官知県に転じた。1451年（景泰2年）、単宇は鎮守福建太監の廖秀に鞭打たれて負傷した。
単宇は学問を好んで文名があり、三たび知県をつとめ、いずれも慈恵ある統治で知られた。著書に『菊坡叢話』26巻があった。